# Curling-Europameisterschaft 2024
Die Curling-Europameisterschaft 2024 der Männer und Frauen (offiziell: Le Gruyère AOP European Curling Championships 2024) fand vom 16. bis 23. November statt. Der Wettbewerb der A-Gruppe wurde im finnischen Lohja, ausgetragen, während die B-Gruppe in Östersund, Schweden, spielte.

## Medaillengewinner
| Division A | Gold                                                                                          | Silber                                                                                | Bronze                                                                                  |
| ---------- | --------------------------------------------------------------------------------------------- | ------------------------------------------------------------------------------------- | --------------------------------------------------------------------------------------- |
| Männer     | Deutschland Marc Muskatewitz Benjamin Kapp Felix Messenzehl Johannes Scheuerl Mario Trevisiol | Schottland Bruce Mouat Grant Hardie Bobby Lammie Hammy McMillan Kyle Waddell          | Norwegen Magnus Ramsfjell Martin Sesaker Bendik Ramsfjell Gaute Nepstad Willhelm Næss   |
| Frauen     | Schweiz Silvana Tirinzoni Alina Pätz Carole Howald Selina Witschonke Stefanie Berset          | Schweden Anna Hasselborg Sara McManus Agnes Knochenhauer Sofia Mabergs Johanna Heldin | Schottland Rebecca Morrison Jennifer Dodds Sophie Sinclair Sophie Jackson Fay Henderson |

| Division B | Gold                                                                                              | Silber                                                                            | Bronze                                                                              |
| ---------- | ------------------------------------------------------------------------------------------------- | --------------------------------------------------------------------------------- | ----------------------------------------------------------------------------------- |
| Männer     | Dänemark Jonathan Vilandt Jacob Schmidt Alexander Qvist Kasper Jurlander Bøge Mads Nørgaard       | Polen Konrad Stych Krzysztof Domin Marcin Ciemiński Bartosz Łobaza Maksym Grzelka | Spanien Sergio Vez Mikel Unaune Eduardo de Paz Nicholas Shaw                        |
| Frauen     | Tschechien Zuzana Paulová Alžběta Zelingrová Michaela Baudyšová Aneta Müllerová Karolína Špundová | Deutschland Kim Sutor Sara Messenzehl Zoe Antes Joy Sutor Pia-Lisa Schöll         | Polen Aneta Lipińska Ewa Nogły Marta Leszczyńska Magdalena Kołodziej Julia Dyderska |

| Division C | Gold                                                                                 | Silber                                                               | Bronze                                                                                   |
| ---------- | ------------------------------------------------------------------------------------ | -------------------------------------------------------------------- | ---------------------------------------------------------------------------------------- |
| Männer     | Bulgarien Reto Seiler Bojidar Momerin Tihomir Todorow Stanimir Petrow Nikolaj Runtow | Israel Alex Pokras Dmitry Abanin Lawrence Sidney Jeffrey Yaakov Lutz | Slowenien Gaber Bor Zelinka Jakob Omerzel Simon Langus Javor Brin Zelinka Noel Gregori   |
| Frauen     | Niederlande Vanessa Tonoli Lisenka Bomas Anandi Bomas Linde Nas Marit van Valkenhoef | Wales Laura Beever Judith Glazier Emily Simpson Anna Carruthers      | Ukraine Jaroslawa Kalinitschenko Diana Moskalenko Oleksandra Kononenko Anastassija Mosol |

## Männerturnier

### Division A

#### Teilnehmer
| Deutschland | England | Italien | Niederlande | Norwegen |
| --- | --- | --- | --- | --- |
| Skip: Marc Muskatewitz Third: Benjamin Kapp Second: Felix Messenzehl Lead: Johannes Scheuerl Alternate: Mario Trevisiol | Skip: Rob Retchless Third: Jotham Sugden Second: Scott Gibson Lead: Jonathan Havercroft Alternate: Colin Mouat | Skip: Joël Retornaz Third: Amos Mosaner Second: Sebastiano Arman Lead: Mattia Giovanella Alternate: Alberto Zisa    | Skip: Wouter Gösgens Third: Laurens Hoekman Second: Tobias van den Hurk Lead: Alexander Magan Alternate: Simon Spits         | Skip: Magnus Ramsfjell Third: Martin Sesaker Second: Bendik Ramsfjell Lead: Gaute Nepstad Alternate: Willhelm Næss |
| Österreich | Schottland | Schweden | Schweiz | Tschechien |
| Skip: Mathias Genner Third: Jonas Backofen Second: Martin Reichel Lead: Florian Mavec Alternate: Johann Karg            | Skip: Bruce Mouat Third: Grant Hardie Second: Bobby Lammie Lead: Hammy McMillan Alternate: Kyle Waddell        | Skip: Niklas Edin Third: Oskar Eriksson Second: Rasmus Wranå Lead: Christoffer Sundgren Alternate: Daniel Magnusson | Fourth: Benoît Schwarz-van Berkel Skip: Yannick Schwaller Second: Sven Michel Lead: Pablo Lachat Alternate: Tom Winkelhausen | Skip: Lukáš Klíma Third: Marek Černovský Second: Martin Jurík Lead: Lukáš Klípa Alternate: Radek Boháč             |

#### Round Robin
| Key | Key                                                             |
| --- | --------------------------------------------------------------- |
|     | Qualifikation für die Finalrunde und die Weltmeisterschaft 2025 |
|     | Qualifikation für die Weltmeisterschaft 2025                    |
|     | Abstieg in die Division B bei der Europameisterschaft 2025      |

| Land        | Skip              | S | N | S–N      | PF | PA | EW | EL | BE | SE | S%    | DSC   |
| ----------- | ----------------- | - | - | -------- | -- | -- | -- | -- | -- | -- | ----- | ----- |
| Schottland  | Bruce Mouat       | 8 | 1 | –        | 79 | 44 | 44 | 30 | 3  | 13 | 88.0% | 31.21 |
| Norwegen    | Magnus Ramsfjell  | 6 | 3 | 3–1      | 69 | 49 | 40 | 34 | 3  | 7  | 85.7% | 17.03 |
| Deutschland | Marc Muskatewitz  | 6 | 3 | 2–2; 2–0 | 66 | 51 | 33 | 36 | 5  | 4  | 85.2% | 17.08 |
| Schweiz     | Yannick Schwaller | 6 | 3 | 2–2; 1–1 | 63 | 50 | 36 | 34 | 4  | 11 | 85.8% | 14.73 |
| Schweden    | Niklas Edin       | 6 | 3 | 2–2; 0–2 | 66 | 55 | 40 | 37 | 2  | 12 | 82.6% | 36.65 |
| Italien     | Joël Retornaz     | 6 | 3 | 1–3      | 65 | 56 | 42 | 37 | 5  | 11 | 85.3% | 21.70 |
| Österreich  | Mathias Genner    | 3 | 6 | –        | 41 | 63 | 30 | 36 | 6  | 4  | 73.8% | 70.96 |
| Tschechien  | Lukáš Klíma       | 2 | 7 | 1–0      | 61 | 71 | 38 | 38 | 5  | 7  | 76.6% | 41.50 |
| Niederlande | Wouter Gösgens    | 2 | 7 | 0–1      | 58 | 75 | 38 | 42 | 2  | 8  | 77.4% | 33.04 |
| England     | Rob Retchless     | 0 | 9 | –        | 26 | 80 | 21 | 38 | 5  | 2  | 71.3% | 44.57 |

##### Draw 1
Samstag, 16. November, 14:30 Uhr (UTC+3)
| Team                |    | 1 | 2 | 3 | 4 | 5 | 6 | 7 | 8 | 9 | 10 | Gesamt |
| ------------------- | -- | - | - | - | - | - | - | - | - | - | -- | ------ |
| England (Retchless) |    | 0 | 1 | 0 | 0 | 1 | 0 | 0 | 1 | X | X  | 3      |
| Italien (Retornaz)  | 🔨 | 2 | 0 | 1 | 2 | 0 | 1 | 2 | 0 | X | X  | 8      |

| Team                |    | 1 | 2 | 3 | 4 | 5 | 6 | 7 | 8 | 9 | 10 | Gesamt |
| ------------------- | -- | - | - | - | - | - | - | - | - | - | -- | ------ |
| Österreich (Genner) |    | 0 | 0 | 0 | 0 | 0 | 1 | 0 | X | X | X  | 1      |
| Schweiz (Schwaller) | 🔨 | 0 | 2 | 1 | 1 | 0 | 0 | 3 | X | X | X  | 7      |

| Team                      |    | 1 | 2 | 3 | 4 | 5 | 6 | 7 | 8 | 9 | 10 | Gesamt |
| ------------------------- | -- | - | - | - | - | - | - | - | - | - | -- | ------ |
| Deutschland (Muskatewitz) |    | 0 | 1 | 0 | 1 | 0 | 0 | 2 | 0 | 0 | 0  | 4      |
| Norwegen (Ramsfjell)      | 🔨 | 1 | 0 | 0 | 0 | 2 | 0 | 0 | 1 | 2 | 2  | 8      |

| Team               |    | 1 | 2 | 3 | 4 | 5 | 6 | 7 | 8 | 9 | 10 | Gesamt |
| ------------------ | -- | - | - | - | - | - | - | - | - | - | -- | ------ |
| Schweden (Edin)    | 🔨 | 0 | 0 | 2 | 0 | 3 | 1 | 0 | 0 | 3 | X  | 9      |
| Tschechien (Klíma) |    | 1 | 1 | 0 | 1 | 0 | 0 | 0 | 3 | 0 | X  | 6      |

| Team                  |    | 1 | 2 | 3 | 4 | 5 | 6 | 7 | 8 | 9 | 10 | Gesamt |
| --------------------- | -- | - | - | - | - | - | - | - | - | - | -- | ------ |
| Niederlande (Gösgens) |    | 1 | 0 | 1 | 0 | 0 | 0 | 3 | 0 | 1 | X  | 6      |
| Schottland (Mouat)    | 🔨 | 0 | 2 | 0 | 2 | 1 | 1 | 0 | 2 | 0 | X  | 8      |

##### Draw 2
Sonntag, 17. November, 9:00 Uhr (UTC+3)
| Team                |    | 1 | 2 | 3 | 4 | 5 | 6 | 7 | 8 | 9 | 10 | Gesamt |
| ------------------- | -- | - | - | - | - | - | - | - | - | - | -- | ------ |
| Schweiz (Schwaller) | 🔨 | 1 | 2 | 1 | 1 | 0 | 1 | 0 | 0 | 0 | 0  | 6      |
| Schweden (Edin)     |    | 0 | 0 | 0 | 0 | 1 | 0 | 2 | 1 | 0 | 1  | 5      |

| Team               |    | 1 | 2 | 3 | 4 | 5 | 6 | 7 | 8 | 9 | 10 | Gesamt |
| ------------------ | -- | - | - | - | - | - | - | - | - | - | -- | ------ |
| Italien (Retornaz) | 🔨 | 1 | 1 | 0 | 2 | 0 | 1 | 0 | 2 | 0 | 1  | 8      |
| Tschechien (Klíma) |    | 0 | 0 | 1 | 0 | 2 | 0 | 1 | 0 | 3 | 0  | 7      |

| Team                  |    | 1 | 2 | 3 | 4 | 5 | 6 | 7 | 8 | 9 | 10 | Gesamt |
| --------------------- | -- | - | - | - | - | - | - | - | - | - | -- | ------ |
| Niederlande (Gösgens) | 🔨 | 1 | 1 | 0 | 1 | 0 | 0 | 2 | 2 | 0 | X  | 7      |
| England (Retchless)   |    | 0 | 0 | 1 | 0 | 3 | 0 | 0 | 0 | 1 | X  | 5      |

| Team                 |    | 1 | 2 | 3 | 4 | 5 | 6 | 7 | 8 | 9 | 10 | Gesamt |
| -------------------- | -- | - | - | - | - | - | - | - | - | - | -- | ------ |
| Schottland (Mouat)   |    | 0 | 0 | 1 | 0 | 2 | 0 | 0 | 2 | 0 | 1  | 6      |
| Norwegen (Ramsfjell) | 🔨 | 1 | 1 | 0 | 1 | 0 | 1 | 0 | 0 | 1 | 0  | 5      |

| Team                      |    | 1 | 2 | 3 | 4 | 5 | 6 | 7 | 8 | 9 | 10 | Gesamt |
| ------------------------- | -- | - | - | - | - | - | - | - | - | - | -- | ------ |
| Österreich (Genner)       |    | 0 | 1 | 0 | 0 | 1 | 0 | X | X | X | X  | 2      |
| Deutschland (Muskatewitz) | 🔨 | 4 | 0 | 3 | 2 | 0 | 1 | X | X | X | X  | 10     |

##### Draw 3
Sonntag, 17. November, 19:00 Uhr (UTC+3)
| Team                 |    | 1 | 2 | 3 | 4 | 5 | 6 | 7 | 8 | 9 | 10 | Gesamt |
| -------------------- | -- | - | - | - | - | - | - | - | - | - | -- | ------ |
| Norwegen (Ramsfjell) | 🔨 | 2 | 0 | 2 | 0 | 3 | 0 | X | X | X | X  | 7      |
| Österreich (Genner)  |    | 0 | 0 | 0 | 1 | 0 | 1 | X | X | X | X  | 2      |

| Team                |    | 1 | 2 | 3 | 4 | 5 | 6 | 7 | 8 | 9 | 10 | Gesamt |
| ------------------- | -- | - | - | - | - | - | - | - | - | - | -- | ------ |
| England (Retchless) |    | 0 | 1 | 0 | 0 | 0 | 0 | X | X | X | X  | 1      |
| Schottland (Mouat)  | 🔨 | 2 | 0 | 1 | 3 | 0 | 2 | X | X | X | X  | 8      |

| Team               |    | 1 | 2 | 3 | 4 | 5 | 6 | 7 | 8 | 9 | 10 | Gesamt |
| ------------------ | -- | - | - | - | - | - | - | - | - | - | -- | ------ |
| Italien (Retornaz) |    | 0 | 0 | 0 | 0 | 0 | 1 | 0 | 2 | 0 | X  | 3      |
| Schweden (Edin)    | 🔨 | 2 | 0 | 0 | 0 | 1 | 0 | 2 | 0 | 2 | X  | 7      |

| Team                      |    | 1 | 2 | 3 | 4 | 5 | 6 | 7 | 8 | 9 | 10 | Gesamt |
| ------------------------- | -- | - | - | - | - | - | - | - | - | - | -- | ------ |
| Deutschland (Muskatewitz) | 🔨 | 5 | 0 | 1 | 0 | 0 | 1 | 0 | 2 | 0 | X  | 9      |
| Niederlande (Gösgens)     |    | 0 | 2 | 0 | 1 | 0 | 0 | 1 | 0 | 1 | X  | 5      |

| Team                |    | 1 | 2 | 3 | 4 | 5 | 6 | 7 | 8 | 9 | 10 | Gesamt |
| ------------------- | -- | - | - | - | - | - | - | - | - | - | -- | ------ |
| Schweiz (Schwaller) |    | 0 | 3 | 0 | 1 | 0 | 3 | 0 | 3 | 0 | X  | 10     |
| Tschechien (Klíma)  | 🔨 | 2 | 0 | 1 | 0 | 2 | 0 | 1 | 0 | 1 | X  | 7      |

##### Draw 4
Montag, 18. November, 12:00 Uhr (UTC+3)
| Team                  |    | 1 | 2 | 3 | 4 | 5 | 6 | 7 | 8 | 9 | 10 | Gesamt |
| --------------------- | -- | - | - | - | - | - | - | - | - | - | -- | ------ |
| Tschechien (Klíma)    | 🔨 | 3 | 0 | 0 | 3 | 0 | 0 | 2 | 0 | 1 | 1  | 10     |
| Niederlande (Gösgens) |    | 0 | 1 | 1 | 0 | 3 | 1 | 0 | 1 | 0 | 0  | 7      |

| Team                      |    | 1 | 2 | 3 | 4 | 5 | 6 | 7 | 8 | 9 | 10 | 11 | Gesamt |
| ------------------------- | -- | - | - | - | - | - | - | - | - | - | -- | -- | ------ |
| Deutschland (Muskatewitz) | 🔨 | 2 | 0 | 1 | 0 | 0 | 1 | 0 | 0 | 1 | 0  | 1  | 6      |
| Schweden (Edin)           |    | 0 | 1 | 0 | 1 | 1 | 0 | 0 | 1 | 0 | 1  | 0  | 5      |

| Team                |    | 1 | 2 | 3 | 4 | 5 | 6 | 7 | 8 | 9 | 10 | 11 | Gesamt |
| ------------------- | -- | - | - | - | - | - | - | - | - | - | -- | -- | ------ |
| Schottland (Mouat)  | 🔨 | 1 | 0 | 2 | 0 | 0 | 1 | 0 | 1 | 0 | 1  | 1  | 7      |
| Schweiz (Schwaller) |    | 0 | 1 | 0 | 1 | 0 | 0 | 2 | 0 | 2 | 0  | 0  | 6      |

| Team                 |    | 1 | 2 | 3 | 4 | 5 | 6 | 7 | 8 | 9 | 10 | Gesamt |
| -------------------- | -- | - | - | - | - | - | - | - | - | - | -- | ------ |
| Norwegen (Ramsfjell) |    | 0 | 0 | 2 | 0 | 0 | 4 | 1 | 0 | 2 | X  | 9      |
| England (Retchless)  | 🔨 | 1 | 1 | 0 | 0 | 1 | 0 | 0 | 1 | 0 | X  | 4      |

| Team                |    | 1 | 2 | 3 | 4 | 5 | 6 | 7 | 8 | 9 | 10 | Gesamt |
| ------------------- | -- | - | - | - | - | - | - | - | - | - | -- | ------ |
| Italien (Retornaz)  | 🔨 | 0 | 1 | 2 | 0 | 1 | 0 | 0 | 0 | 2 | 0  | 6      |
| Österreich (Genner) |    | 1 | 0 | 0 | 1 | 0 | 0 | 1 | 0 | 0 | 1  | 4      |

##### Draw 5
Montag, 18. November, 8:00 Uhr (UTC+3)
| Team                      |    | 1 | 2 | 3 | 4 | 5 | 6 | 7 | 8 | 9 | 10 | Gesamt |
| ------------------------- | -- | - | - | - | - | - | - | - | - | - | -- | ------ |
| Deutschland (Muskatewitz) | 🔨 | 0 | 0 | 5 | 1 | 0 | 3 | X | X | X | X  | 9      |
| Schweiz (Schwaller)       |    | 2 | 0 | 0 | 0 | 1 | 0 | X | X | X | X  | 3      |

| Team                  |    | 1 | 2 | 3 | 4 | 5 | 6 | 7 | 8 | 9 | 10 | Gesamt |
| --------------------- | -- | - | - | - | - | - | - | - | - | - | -- | ------ |
| Niederlande (Gösgens) | 🔨 | 0 | 1 | 4 | 0 | 0 | 1 | 0 | 0 | 0 | X  | 6      |
| Italien (Retornaz)    |    | 1 | 0 | 0 | 3 | 1 | 0 | 2 | 2 | 2 | X  | 11     |

| Team                |    | 1 | 2 | 3 | 4 | 5 | 6 | 7 | 8 | 9 | 10 | Gesamt |
| ------------------- | -- | - | - | - | - | - | - | - | - | - | -- | ------ |
| England (Retchless) | 🔨 | 0 | 1 | 0 | 0 | 2 | 0 | 2 | 0 | 0 | X  | 5      |
| Tschechien (Klíma)  |    | 1 | 0 | 0 | 5 | 0 | 2 | 0 | 1 | 3 | X  | 12     |

| Team                |    | 1 | 2 | 3 | 4 | 5 | 6 | 7 | 8 | 9 | 10 | Gesamt |
| ------------------- | -- | - | - | - | - | - | - | - | - | - | -- | ------ |
| Österreich (Genner) | 🔨 | 0 | 0 | 1 | 1 | 0 | 0 | X | X | X | X  | 2      |
| Schottland (Mouat)  |    | 4 | 3 | 0 | 0 | 2 | 1 | X | X | X | X  | 10     |

| Team                 |    | 1 | 2 | 3 | 4 | 5 | 6 | 7 | 8 | 9 | 10 | Gesamt |
| -------------------- | -- | - | - | - | - | - | - | - | - | - | -- | ------ |
| Schweden (Edin)      |    | 1 | 0 | 0 | 2 | 0 | 2 | 0 | 3 | 0 | 1  | 9      |
| Norwegen (Ramsfjell) | 🔨 | 0 | 2 | 0 | 0 | 2 | 0 | 3 | 0 | 1 | 0  | 8      |

##### Draw 6
Dienstag, 19. November, 14:00 Uhr (UTC+3)
| Team                  |    | 1 | 2 | 3 | 4 | 5 | 6 | 7 | 8 | 9 | 10 | Gesamt |
| --------------------- | -- | - | - | - | - | - | - | - | - | - | -- | ------ |
| Niederlande (Gösgens) |    | 0 | 0 | 0 | 4 | 0 | 2 | 0 | 2 | 1 | 0  | 9      |
| Norwegen (Ramsfjell)  | 🔨 | 2 | 1 | 0 | 0 | 2 | 0 | 1 | 0 | 0 | 1  | 7      |

| Team                |    | 1 | 2 | 3 | 4 | 5 | 6 | 7 | 8 | 9 | 10 | Gesamt |
| ------------------- | -- | - | - | - | - | - | - | - | - | - | -- | ------ |
| Schweiz (Schwaller) | 🔨 | 0 | 2 | 4 | 4 | 1 | 0 | X | X | X | X  | 11     |
| England (Retchless) |    | 0 | 0 | 0 | 0 | 0 | 1 | X | X | X | X  | 1      |

| Team                |    | 1 | 2 | 3 | 4 | 5 | 6 | 7 | 8 | 9 | 10 | 11 | Gesamt |
| ------------------- | -- | - | - | - | - | - | - | - | - | - | -- | -- | ------ |
| Schweden (Edin)     | 🔨 | 2 | 0 | 1 | 0 | 0 | 2 | 0 | 0 | 1 | 0  | 1  | 7      |
| Österreich (Genner) |    | 0 | 2 | 0 | 1 | 1 | 0 | 0 | 1 | 0 | 1  | 0  | 6      |

| Team                      |    | 1 | 2 | 3 | 4 | 5 | 6 | 7 | 8 | 9 | 10 | Gesamt |
| ------------------------- | -- | - | - | - | - | - | - | - | - | - | -- | ------ |
| Tschechien (Klíma)        | 🔨 | 1 | 0 | 1 | 0 | 1 | 0 | 1 | 2 | 0 | X  | 6      |
| Deutschland (Muskatewitz) |    | 0 | 1 | 0 | 2 | 0 | 2 | 0 | 0 | 3 | X  | 8      |

| Team               |  | 1 | 2 | 3 | 4 | 5 | 6 | 7 | 8 | 9 | 10 | 11 | Gesamt |
| ------------------ |  | - | - | - | - | - | - | - | - | - | -- | -- | ------ |
| Schottland (Mouat) |  | 1 | 0 | 1 | 0 | 0 | 2 | 0 | 2 | 0 | 1  | 0  | 7      |
| Italien (Retornaz) |  | 0 | 2 | 0 | 1 | 0 | 0 | 2 | 0 | 2 | 0  | 3  | 10     |

##### Draw 7
Mittwoch, 20. November, 9:00 Uhr (UTC+3)
| Team                |    | 1 | 2 | 3 | 4 | 5 | 6 | 7 | 8 | 9 | 10 | Gesamt |
| ------------------- | -- | - | - | - | - | - | - | - | - | - | -- | ------ |
| Österreich (Genner) |    | 0 | 3 | 0 | 1 | 0 | 1 | 0 | 3 | 0 | 1  | 9      |
| Tschechien (Klíma)  | 🔨 | 2 | 0 | 1 | 0 | 1 | 0 | 2 | 0 | 2 | 0  | 8      |

| Team                      |    | 1 | 2 | 3 | 4 | 5 | 6 | 7 | 8 | 9 | 10 | Gesamt |
| ------------------------- | -- | - | - | - | - | - | - | - | - | - | -- | ------ |
| Schottland (Mouat)        | 🔨 | 2 | 1 | 1 | 0 | 2 | 0 | 2 | 0 | 4 | X  | 12     |
| Deutschland (Muskatewitz) |    | 0 | 0 | 0 | 1 | 0 | 3 | 0 | 1 | 0 | X  | 5      |

| Team                 |    | 1 | 2 | 3 | 4 | 5 | 6 | 7 | 8 | 9 | 10 | 11 | Gesamt |
| -------------------- | -- | - | - | - | - | - | - | - | - | - | -- | -- | ------ |
| Norwegen (Ramsfjell) | 🔨 | 2 | 0 | 1 | 0 | 2 | 0 | 2 | 0 | 0 | 0  | 3  | 10     |
| Italien (Retornaz)   |    | 0 | 1 | 0 | 2 | 0 | 2 | 0 | 1 | 0 | 1  | 0  | 7      |

| Team                  |    | 1 | 2 | 3 | 4 | 5 | 6 | 7 | 8 | 9 | 10 | Gesamt |
| --------------------- | -- | - | - | - | - | - | - | - | - | - | -- | ------ |
| Niederlande (Gösgens) |    | 0 | 2 | 0 | 1 | 0 | 1 | 0 | 0 | 2 | X  | 6      |
| Schweiz (Schwaller)   | 🔨 | 2 | 0 | 2 | 0 | 2 | 0 | 0 | 2 | 0 | X  | 8      |

| Team                |  | 1 | 2 | 3 | 4 | 5 | 6 | 7 | 8 | 9 | 10 | Gesamt |
| ------------------- |  | - | - | - | - | - | - | - | - | - | -- | ------ |
| England (Retchless) |  | 0 | 1 | 0 | 0 | 0 | 2 | X | X | X | X  | 3      |
| Schweden (Edin)     |  | 3 | 0 | 2 | 1 | 2 | 0 | X | X | X | X  | 8      |

##### Draw 8
Mittwoch, 20. November, 19:00 Uhr (UTC+3)
| Team                      |    | 1 | 2 | 3 | 4 | 5 | 6 | 7 | 8 | 9 | 10 | Gesamt |
| ------------------------- | -- | - | - | - | - | - | - | - | - | - | -- | ------ |
| Italien (Retornaz)        |    | 0 | 1 | 0 | 2 | 0 | 2 | 0 | 1 | 0 | 2  | 8      |
| Deutschland (Muskatewitz) | 🔨 | 2 | 0 | 1 | 0 | 0 | 0 | 1 | 0 | 1 | 0  | 5      |

| Team                  |    | 1 | 2 | 3 | 4 | 5 | 6 | 7 | 8 | 9 | 10 | Gesamt |
| --------------------- | -- | - | - | - | - | - | - | - | - | - | -- | ------ |
| Schweden (Edin)       |    | 2 | 0 | 1 | 0 | 1 | 2 | 0 | 0 | 3 | X  | 9      |
| Niederlande (Gösgens) | 🔨 | 0 | 1 | 0 | 2 | 0 | 0 | 2 | 1 | 0 | X  | 6      |

| Team               |    | 1 | 2 | 3 | 4 | 5 | 6 | 7 | 8 | 9 | 10 | Gesamt |
| ------------------ | -- | - | - | - | - | - | - | - | - | - | -- | ------ |
| Tschechien (Klíma) |    | 0 | 1 | 0 | 1 | 0 | 0 | X | X | X | X  | 2      |
| Schottland (Mouat) | 🔨 | 1 | 0 | 3 | 0 | 3 | 3 | X | X | X | X  | 10     |

| Team                |    | 1 | 2 | 3 | 4 | 5 | 6 | 7 | 8 | 9 | 10 | Gesamt |
| ------------------- | -- | - | - | - | - | - | - | - | - | - | -- | ------ |
| England (Retchless) |    | 0 | 0 | 1 | 0 | 1 | 0 | 0 | 0 | 0 | X  | 2      |
| Österreich (Genner) | 🔨 | 1 | 0 | 0 | 3 | 0 | 0 | 0 | 2 | 1 | X  | 7      |

| Team                 |    | 1 | 2 | 3 | 4 | 5 | 6 | 7 | 8 | 9 | 10 | Gesamt |
| -------------------- | -- | - | - | - | - | - | - | - | - | - | -- | ------ |
| Norwegen (Ramsfjell) | 🔨 | 2 | 0 | 3 | 0 | 1 | 0 | 1 | 0 | 1 | 2  | 10     |
| Schweiz (Schwaller)  |    | 0 | 1 | 0 | 1 | 0 | 1 | 0 | 2 | 0 | 0  | 5      |

##### Draw 9
Donnerstag, 21. November, 14:00 pm
| Team               |    | 1 | 2 | 3 | 4 | 5 | 6 | 7 | 8 | 9 | 10 | Gesamt |
| ------------------ | -- | - | - | - | - | - | - | - | - | - | -- | ------ |
| Schweden (Edin)    |    | 0 | 0 | 2 | 0 | 0 | 2 | 1 | 0 | 2 | 0  | 7      |
| Schottland (Mouat) | 🔨 | 2 | 2 | 0 | 1 | 2 | 0 | 0 | 1 | 0 | 3  | 11     |

| Team                 |    | 1 | 2 | 3 | 4 | 5 | 6 | 7 | 8 | 9 | 10 | Gesamt |
| -------------------- | -- | - | - | - | - | - | - | - | - | - | -- | ------ |
| Tschechien (Klíma)   |    | 1 | 0 | 0 | 0 | 1 | 0 | 0 | 1 | 0 | 0  | 3      |
| Norwegen (Ramsfjell) | 🔨 | 0 | 2 | 0 | 0 | 0 | 1 | 0 | 0 | 0 | 2  | 5      |

| Team                  |    | 1 | 2 | 3 | 4 | 5 | 6 | 7 | 8 | 9 | 10 | Gesamt |
| --------------------- | -- | - | - | - | - | - | - | - | - | - | -- | ------ |
| Österreich (Genner)   | 🔨 | 0 | 2 | 0 | 2 | 0 | 2 | 0 | 1 | 0 | 1  | 8      |
| Niederlande (Gösgens) |    | 2 | 0 | 1 | 0 | 1 | 0 | 1 | 0 | 1 | 0  | 6      |

| Team                |    | 1 | 2 | 3 | 4 | 5 | 6 | 7 | 8 | 9 | 10 | Gesamt |
| ------------------- | -- | - | - | - | - | - | - | - | - | - | -- | ------ |
| Schweiz (Schwaller) |    | 0 | 0 | 3 | 0 | 0 | 1 | 0 | 1 | 1 | 1  | 7      |
| Italien (Retornaz)  | 🔨 | 1 | 1 | 0 | 0 | 1 | 0 | 1 | 0 | 0 | 0  | 4      |

| Team                      |    | 1 | 2 | 3 | 4 | 5 | 6 | 7 | 8 | 9 | 10 | Gesamt |
| ------------------------- | -- | - | - | - | - | - | - | - | - | - | -- | ------ |
| Deutschland (Muskatewitz) | 🔨 | 3 | 1 | 0 | 0 | 0 | 0 | 0 | 6 | X | X  | 10     |
| England (Retchless)       |    | 0 | 0 | 0 | 0 | 1 | 1 | 0 | 0 | X | X  | 2      |

#### Finalrunde
|  | Halbfinale | Halbfinale  | Halbfinale |                  |  | Finale | Finale      | Finale |
|  |            |             |            |                  |  |        |             |        |
|  |            |             |            |                  |  |        |             |        |
|  | 1          | Schottland  | 10         |                  |  |        |             |        |
|  | 4          | Schweiz     | 8          |                  |  | 1      | Schottland  | 7      |
|  |            |             |            |                  |  | 3      | Deutschland | 9      |
|  |            |             |            |                  |  |        |             |        |
|  |            |             |            | Spiel um Platz 3 |  |        |             |        |
|  | 2          | Norwegen    | 2          |                  |  |        |             |        |
|  | 3          | Deutschland | 8          |                  |  | 4      | Schweiz     | 4      |
|  |            |             |            |                  |  | 2      | Norwegen    | 7      |
|  |            |             |            |                  |  |        |             |        |

##### Halbfinale
Freitag, 22. November, 9:00 Uhr (UTC+3)
| Team                      |    | 1 | 2 | 3 | 4 | 5 | 6 | 7 | 8 | 9 | 10 | Gesamt |
| ------------------------- | -- | - | - | - | - | - | - | - | - | - | -- | ------ |
| Norwegen (Ramsfjell)      | 🔨 | 1 | 0 | 0 | 1 | 0 | 0 | 0 | 0 | X | X  | 2      |
| Deutschland (Muskatewitz) |    | 0 | 2 | 4 | 0 | 1 | 0 | 0 | 1 | X | X  | 8      |

| Team                |    | 1 | 2 | 3 | 4 | 5 | 6 | 7 | 8 | 9 | 10 | 11 | Gesamt |
| ------------------- | -- | - | - | - | - | - | - | - | - | - | -- | -- | ------ |
| Schottland (Mouat)  | 🔨 | 2 | 0 | 1 | 0 | 1 | 0 | 2 | 0 | 2 | 0  | 2  | 10     |
| Schweiz (Schwaller) |    | 0 | 1 | 0 | 1 | 0 | 2 | 0 | 1 | 0 | 3  | 0  | 8      |

##### Spiel um Platz 3
Freitag, 22. November, 19:00 Uhr (UTC+3)
| Team                 |    | 1 | 2 | 3 | 4 | 5 | 6 | 7 | 8 | 9 | 10 | Gesamt |
| -------------------- | -- | - | - | - | - | - | - | - | - | - | -- | ------ |
| Schweiz (Schwaller)  |    | 1 | 0 | 0 | 0 | 1 | 0 | 1 | 0 | 1 | 0  | 4      |
| Norwegen (Ramsfjell) | 🔨 | 0 | 0 | 1 | 3 | 0 | 1 | 0 | 1 | 0 | 1  | 7      |

##### Finale
Samstag, 23. November, 15:00 Uhr (UTC+3)
| Team                      |    | 1 | 2 | 3 | 4 | 5 | 6 | 7 | 8 | 9 | 10 | Gesamt |
| ------------------------- | -- | - | - | - | - | - | - | - | - | - | -- | ------ |
| Schottland (Mouat)        |    | 2 | 0 | 0 | 2 | 0 | 2 | 0 | 0 | 1 | 0  | 7      |
| Deutschland (Muskatewitz) | 🔨 | 0 | 3 | 1 | 0 | 1 | 0 | 2 | 1 | 0 | 1  | 9      |

#### Abschlussplatzierungen
| Legende | Legende                                             |
| ------- | --------------------------------------------------- |
|         | Verbleib in der Division A Europameisterschaft 2025 |
|         | Abstieg in die Division B Europameisterschaft 2025  |

| Rang | Nation      |
| ---- | ----------- |
| 1    | Deutschland |
| 2    | Schottland  |
| 3    | Norwegen    |
| 4    | Schweiz     |
| 5    | Schweden    |
| 6    | Italien     |
| 7    | Österreich  |
| 8    | Tschechien  |
| 9    | Niederlande |
| 10   | England     |

### Division B

#### Teilnehmer
| Belgien | Bulgarien | Dänemark | Estland |
| --- | --- | --- | --- |
| Fourth: Jeroen Spuryt Skip: Timothy Verreycken Second: Tuur Vermeiren Lead: Daan Yskout Alternate: Tom Goethals        | Skip: Reto Seiler Third: Stoil Georgiew Second: Tihomir Todorow Lead: Stanimir Petrow Alternate: Nikolaj Muntow      | Fourth: Jonathan Vilandt Skip: Jacob Schmidt Second: Alexander Qvist Lead: Kasper Jurlander Bøge Alternate: Mads Nørgaard | Fourth: Mihhail Vlassov Skip: Eduard Veltsman Second: Janis Kiziridi Lead: Igor Dzendzeljuk Alternate: Konstantin Dotsenko |
| Finnland | Frankreich | Irland | Israel |
| Skip: Matias Hänninen Third: Leo Ouni Second: Ville Forsström Lead: Jami Heikkilä Alternate: Valtteri Kinnunen         | Fourth: Quentin Morard Skip: Eddy Mercier Second: Yannick Valassori Lead: Killian Gaudin Alternate: Aurelien Fasano  | Skip: John Willson Third: Kyle Paradis Second: James Russell Lead: Craig Whyte Alternate: Eoin McCrossan                  | Skip: Alex Pokras Third: Nathan Pink Second: Aaron Horowitz Lead: Lawrence Sidney                                          |
| Lettland | Polen | Slowakei | Spanien |
| Skip: Kristaps Zass Third: Eduards Seļiverstovs Second: Toms Sondors Lead: Deniss Smirnovs Alternate: Krišjānis Java   | Skip: Konrad Stych Third: Krzysztof Domin Second: Marcin Ciemiński Lead: Bartosz Łobaza Alternate: Maksym Grzelka    | Skip: Jakub Jurkovič Third: Ján Horáček Second: Karol Vidlar Lead: Robert Masaryk Alternate: Ladislav Derzsi              | Skip: Sergio Vez Third: Mikel Unaune Second: Eduardo de Paz Lead: Nicholas Shaw                                            |
| Türkei | Ukraine | Ungarn | Wales |
| Skip: Uğurcan Karagöz Third: Muhammet Haydar Demirel Second: Faruk Kavaz Lead: Serkan Karagöz Alternate: Mahsun Celebi | Skip: Eduard Nikolow Third: Jaroslaw Schtschur Second: Artem Schujak Lead: Wladyslaw Kowal Alternate: Artem Haysnets | Skip: Gergely Szabó Third: Tamás Lendvay Second: Nándor Miklós Lead: Balázs Fóti                                          | Skip: James Pougher Third: Rhys Phillips Second: Garry Combs Lead: Richard Pougher                                         |

#### Round Robin
| Legende | Legende                         |
| ------- | ------------------------------- |
|         | Qualifiziert für die Finalrunde |
|         | Relegationsrunde                |

| Gruppe A | Gruppe A           | Gruppe A | Gruppe A | Gruppe A | Gruppe A |
| Land     | Skip               | S        | N        | S–N      | DSC      |
| -------- | ------------------ | -------- | -------- | -------- | -------- |
| Spanien  | Sergio Vez         | 7        | 0        | –        | 30.55    |
| Türkei   | Uğurcan Karagöz    | 6        | 1        | –        | 44.32    |
| Belgien  | Timothy Verreychen | 5        | 2        | –        | 58.44    |
| Ukraine  | Eduard Nikolow     | 4        | 3        | –        | 52.06    |
| Ungarn   | Gergely Szabó      | 3        | 4        | –        | 46.63    |
| Slowakei | Jakub Jurkovič     | 1        | 6        | 1–1      | 28.57    |
| Lettland | Kristaps Zass      | 1        | 6        | 1–1      | 47.49    |
| Israel   | Alex Pokras        | 1        | 6        | 1–1      | 69.64    |

| Gruppe B   | Gruppe B        | Gruppe B | Gruppe B | Gruppe B | Gruppe B |
| Land       | Skip            | S        | N        | S–N      | DSC      |
| ---------- | --------------- | -------- | -------- | -------- | -------- |
| Irland     | John Willson    | 6        | 1        | 1–0      | 41.99    |
| Dänemark   | Jacob Schmidt   | 6        | 1        | 0–1      | 45.95    |
| Polen      | Konrad Stych    | 5        | 2        | 1–0      | 34.66    |
| Frankreich | Eddy Mercier    | 5        | 2        | 0–1      | 56.13    |
| Finnland   | Matias Hänninen | 3        | 4        | –        | 30.41    |
| Estland    | Eduard Veltsman | 2        | 5        | –        | 85.11    |
| Wales      | James Pougher   | 1        | 6        | –        | 33.36    |
| Bulgarien  | Reto Seiler     | 0        | 7        | –        | 111.50   |

| Rang | Land     | Belgien | Ungarn | Israel | Lettland | Slowakei | Spanien | Turkei | Ukraine | Bilanz |
| ---- | -------- | ------- | ------ | ------ | -------- | -------- | ------- | ------ | ------- | ------ |
| 3    | Belgien  | —       | 8–7    | 13–3   | 10–5     | 8–2      | 6–7     | 2–9    | 6–5     | 5–2    |
| 5    | Ungarn   | 7–8     | —      | 7–6    | 7–6      | 7–5      | 3–11    | 7–8    | 3–9     | 3–4    |
| 8    | Israel   | 3–13    | 6–7    | —      | 8–7      | 3–9      | 2–7     | 3–14   | 6–8     | 1–6    |
| 7    | Lettland | 5–10    | 6–7    | 7–8    | —        | 11–8     | 2–7     | 1–7    | 9–10    | 1–6    |
| 6    | Slowakei | 2–8     | 5–7    | 9–3    | 8–11     | —        | 2–10    | 5–8    | 2–13    | 1–6    |
| 1    | Spanien  | 7–6     | 11–3   | 7–2    | 7–2      | 10–2     | —       | 6–4    | 8–6     | 7–0    |
| 2    | Türkei   | 9–2     | 8–7    | 14–3   | 7–1      | 8–5      | 4–6     | —      | 7–6     | 6–1    |
| 4    | Ukraine  | 5–6     | 9–3    | 8–6    | 10–9     | 13–2     | 6–8     | 6–7    | —       | 4–3    |

| Rang | Land       | Bulgarien | Danemark | Estland | Finnland | Frankreich |     | Polen | Wales | Bilanz |
| ---- | ---------- | --------- | -------- | ------- | -------- | ---------- | --- | ----- | ----- | ------ |
| 8    | Bulgarien  | —         | 2–11     | 4–8     | 5–10     | 3–8        | 4–9 | 3–10  | 3–16  | 0–7    |
| 2    | Dänemark   | 11–2      | —        | 6–4     | 9–7      | 5–4        | 6–8 | 8–5   | 11–2  | 6–1    |
| 6    | Estland    | 8–4       | 4–6      | —       | 4–6      | 8–14       | 6–7 | 4–10  | 10–8  | 2–5    |
| 5    | Finnland   | 10–5      | 7–9      | 6–4     | —        | 5–9        | 6–7 | 1–11  | 10–5  | 3–4    |
| 4    | Frankreich | 8–3       | 4–5      | 14–8    | 9–5      | —          | 6–4 | 2–10  | 8–1   | 5–2    |
| 1    | Irland     | 9–4       | 8–6      | 7–6     | 7–6      | 4–6        | —   | 8–4   | 8–5   | 6–1    |
| 3    | Polen      | 10–3      | 5–8      | 10–4    | 11–1     | 10–2       | 4–8 | —     | 11–4  | 5–2    |
| 7    | Wales      | 13–6      | 2–11     | 8–10    | 5–10     | 1–8        | 5–8 | 4–11  | —     | 1–6    |

#### Relegationsrunde
|  | Page-Playoffs | Page-Playoffs | Page-Playoffs |    |          | Finale | Finale | Finale |  |  | Verbleib in der Division B | Verbleib in der Division B | Verbleib in der Division B |
|  |               |               |               |    |          |        |        |        |  |  |                            |                            |                            |
|  | A7            | Lettland      | 3             |    |          |        |        |        |  |  |                            |                            |                            |
|  | B7            | Wales         | 8             |    |          |        |        |        |  |  | Wales                      |                            |                            |
|  | B7            | Wales         | 8             | A7 | Lettland | 7      |        |        |  |  | Wales                      |                            |                            |
|  |               |               |               | A7 | Lettland | 7      | Israel |        |  |  |                            |                            |                            |
|  |               | A8            | Israel        | 9  |          |        |        |        |  |  |                            |                            |                            |
|  | A8            | A8            | Israel        | 9  | Israel   |        |        |        |  |  |                            |                            |                            |
|  | A8            |               |               |    | Israel   |        |        |        |  |  |                            |                            |                            |
|  | B8            | Bulgarien     |               |    |          |        |        |        |  |  |                            |                            |                            |

#### Finalrunde
|  | Viertelfinale | Viertelfinale | Viertelfinale |  |  | Halbfinale | Halbfinale | Halbfinale |  |    | Finale           | Finale           | Finale           |
|  |               |               |               |  |  |            |            |            |  |    |                  |                  |                  |
|  |               |               |               |  |  | A1         | Spanien    | 2          |  |    |                  |                  |                  |
|  | A3            | Belgien       | 2             |  |  | B2         | Dänemark   | 10         |  |    |                  |                  |                  |
|  | B2            | Dänemark      | 4             |  |  |            |            |            |  | B2 | Dänemark         | 5                |                  |
|  |               |               |               |  |  |            |            |            |  | B3 | Polen            | 2                |                  |
|  |               |               |               |  |  | B1         | Irland     | 3          |  |    |                  |                  |                  |
|  | A2            | Türkei        | 4             |  |  | B3         | Polen      | 7          |  |    | Spiel um Platz 3 | Spiel um Platz 3 | Spiel um Platz 3 |
|  | B3            | Polen         | 5             |  |  |            |            |            |  |    | A1               | Spanien          | 4                |
|  |               |               |               |  |  |            |            |            |  |    | B1               | Irland           | 3                |

#### Abschlussplatzierungen
| Legende | Legende                                             |
| ------- | --------------------------------------------------- |
|         | Aufstieg in die Division A Europameisterschaft 2025 |
|         | Abstieg in die Division C Europameisterschaft 2025  |

| Rang | Nation     |
| ---- | ---------- |
| 1    | Dänemark   |
| 2    | Polen      |
| 3    | Spanien    |
| 4    | Irland     |
| 5    | Belgien    |
| 5    | Türkei     |
| 7    | Ukraine    |
| 8    | Frankreich |
| 9    | Finnland   |
| 10   | Ungarn     |
| 11   | Slowakei   |
| 12   | Estland    |
| 13   | Wales      |
| 14   | Israel     |
| 15   | Lettland   |
| 16   | Bulgarien  |

### Division C

#### Teilnehmer
| Andorra                                                                                        | Bosnien und Herzegowina                                                                                | Bulgarien | Kroatien |
| ---------------------------------------------------------------------------------------------- | --- | --- | --- |
| Skip: Josep Garcia Third: Enric Morral Second: César Mialdea Lead: Valentín Ortiz              | Skip: Mak Dorić Third: Vladan Savić Second: Slavenko Ignjić Lead: Igor Marković Alternate: Bojan Macar | Skip: Reto Seiler Third: Bojidar Momerin Second: Tihomir Todorow Lead: Stanimir Petrow Alternate: Nikolaj Runtow | Fourth: Hrvoje Tolić Skip: Ante Baus Second: Miroslav Jurković Lead: Bruno Samardzic Alternate: Vedran Horvat      |
| Georgien                                                                                       | Israel                                                                                                 | Rumänien | Slowenien |
| Fourth: Kacha Ambrolawa Skip: Davit Minasiani Second: Kacha Kurtanidse Lead: Schalwa Chachidse | Skip: Alex Pokras Third: Dmitry Abanin Second: Lawrence Sidney Lead: Jeffrey Yaakov Lutz               | Skip: Allen Coliban Third: Cristian Matau Second: Bogdan Colceriu Lead: Matei Felecan Alternate: Dan Ghergie     | Skip: Gaber Bor Zelinka Third: Jakob Omerzel Second: Simon Langus Lead: Javor Brin Zelinka Alternate: Noel Gregori |

#### Round Robin
| Legende | Legende                         |
| ------- | ------------------------------- |
|         | Qualifiziert für die Finalrunde |

| Land                    | Skip              | S | N | S–N | DSC    |
| ----------------------- | ----------------- | - | - | --- | ------ |
| Bulgarien               | Reto Seiler       | 7 | 0 | –   | 71.62  |
| Israel                  | Alex Pokras       | 5 | 2 | 1–1 | 58.84  |
| Slowenien               | Gaber Bor Zelinka | 5 | 2 | 1–1 | 59.82  |
| Rumänien                | Allen Coliban     | 5 | 2 | 1–1 | 67.56  |
| Kroatien                | Ante Baus         | 3 | 4 | –   | 126.48 |
| Andorra                 | Josep Garcia      | 2 | 5 | –   | 113.27 |
| Bosnien und Herzegowina | Mak Dorić         | 1 | 6 | –   | 112.95 |
| Georgien                | Davit Minasiani   | 0 | 7 | –   | –      |

| Rang | Land                    | Andorra | Bosnien und Herzegowina | Bulgarien | Kroatien | Georgien | Israel | Rumänien | Slowenien | Bilanz |
| ---- | ----------------------- | ------- | ----------------------- | --------- | -------- | -------- | ------ | -------- | --------- | ------ |
| 6    | Andorra                 | —       | 10–5                    | 1–11      | 6–8      | S–N      | 4–7    | 3–8      | 2–11      | 2–5    |
| 7    | Bosnien und Herzegowina | 5–10    | —                       | 5–9       | 1–9      | S–N      | 4–12   | 5–6      | 4–6       | 1–6    |
| 1    | Bulgarien               | 11–1    | 9–5                     | —         | 7–1      | S–N      | 6–4    | 11–1     | 9–7       | 7–0    |
| 5    | Kroatien                | 8–6     | 9–1                     | 1–7       | —        | S–N      | 3–11   | 5–9      | 3–4       | 3–4    |
| 8    | Georgien                | N–S     | N–S                     | N–S       | N–S      | —        | N–S    | N–S      | N–S       | 0–7    |
| 2    | Israel                  | 7–4     | 12–4                    | 4–6       | 11–3     | S–N      | —      | 5–7      | 8–6       | 5–2    |
| 4    | Rumänien                | 8–3     | 6–5                     | 1–11      | 9–5      | S–N      | 7–5    | —        | 3–8       | 5–2    |
| 3    | Slowenien               | 11–2    | 6–4                     | 7–9       | 4–3      | S–N      | 6–8    | 8–3      | —         | 5–2    |

#### Finalrunde
|  | Halbfinale | Halbfinale | Halbfinale |                  |  | Finale | Finale    | Finale |
|  |            |            |            |                  |  |        |           |        |
|  |            |            |            |                  |  |        |           |        |
|  | 1          | Bulgarien  | 10         |                  |  |        |           |        |
|  | 4          | Rumänien   | 5          |                  |  | 1      | Bulgarien | 7      |
|  |            |            |            |                  |  | 2      | Israel    | 4      |
|  |            |            |            |                  |  |        |           |        |
|  |            |            |            | Spiel um Platz 3 |  |        |           |        |
|  | 2          | Israel     | 7          |                  |  |        |           |        |
|  | 3          | Slowenien  | 6          |                  |  | 4      | Rumänien  | 3      |
|  |            |            |            |                  |  | 3      | Slowenien | 6      |
|  |            |            |            |                  |  |        |           |        |

#### Abschlussplatzierungen
| Legende | Legende                                             |
| ------- | --------------------------------------------------- |
|         | Aufstieg in die Division B Europameisterschaft 2025 |

| Rang | Nation                  |
| ---- | ----------------------- |
| 1    | Bulgarien               |
| 2    | Israel                  |
| 3    | Slowenien               |
| 4    | Rumänien                |
| 5    | Kroatien                |
| 6    | Andorra                 |
| 7    | Bosnien und Herzegowina |
| 8    | Georgien                |

## Frauenturnier

### Division A

#### Teilnehmer
| Dänemark | Estland | Italien | Litauen | Norwegen |
| --- | --- | --- | --- | --- |
| Skip: Madeleine Dupont Third: Mathilde Halse Second: Denise Dupont Lead: My Larsen Alternate: Jasmin Holtermann      | Fourth: Erika Tuvike Third: Kerli Laidsalu Skip: Liisa Turmann Lead: Heili Grossmann                               | Skip: Stefania Constantini Third: Elena Mathis Second: Angela Romei Lead: Giulia Zardini Lacedelli Alternate: Marta Lo Deserto | Skip: Virginija Paulauskaitė Third: Olga Dvojeglazova Second: Miglė Kiudytė Lead: Rūta Blažienė                   | Fourth: Kristin Skaslien Skip: Marianne Rørvik Second: Mille Haslev Nordbye Lead: Eilin Kjærland Alternate: Ingeborg Forbregd |
| Schottland | Schweden | Schweiz | Türkei | Ungarn |
| Fourth: Rebecca Morrison Third: Jennifer Dodds Second: Sophie Sinclair Skip: Sophie Jackson Alternate: Fay Henderson | Skip: Anna Hasselborg Third: Sara McManus Second: Agnes Knochenhauer Lead: Sofia Mabergs Alternate: Johanna Heldin | Fourth: Alina Pätz Skip: Silvana Tirinzoni Second: Carole Howald Lead: Selina Witschonke Alternate: Stefanie Berset            | Skip: Dilşat Yıldız Third: Öznur Polat Second: İfayet Şafak Çalıkuşu Lead: Berfin Şengül Alternate: İclal Karaman | Fourth: Linda Joó Skip: Vera Kalocsai-van Dorp Second: Orsolya Tóth-Csősz Lead: Hanna Orbán Alternate: Laura Lauchsz          |

#### Round Robin
| Key | Key                                                             |
| --- | --------------------------------------------------------------- |
|     | Qualifikation für die Finalrunde und die Weltmeisterschaft 2025 |
|     | Qualifikation für die Weltmeisterschaft 2025                    |
|     | Abstieg in die Division B bei der Europameisterschaft 2025      |

| Land       | Skip                   | S | N | S–N | PF | PA | EW | EL | BE | SE | S%    | DSC   |
| ---------- | ---------------------- | - | - | --- | -- | -- | -- | -- | -- | -- | ----- | ----- |
| Schweiz    | Silvana Tirinzoni      | 9 | 0 | –   | 72 | 35 | 43 | 28 | 4  | 13 | 81.1% | 22.52 |
| Schweden   | Anna Hasselborg        | 7 | 2 | –   | 67 | 49 | 44 | 33 | 7  | 12 | 82.5% | 23.05 |
| Schottland | Sophie Jackson         | 6 | 3 | 1–0 | 61 | 45 | 37 | 31 | 7  | 10 | 84.0% | 44.13 |
| Italien    | Stefania Constantini   | 6 | 3 | 0–1 | 71 | 58 | 44 | 37 | 4  | 13 | 82.5% | 30.81 |
| Dänemark   | Madeleine Dupont       | 5 | 4 | 1–0 | 66 | 46 | 39 | 32 | 4  | 14 | 77.9% | 43.74 |
| Türkei     | Dilşat Yıldız          | 5 | 4 | 0–1 | 65 | 58 | 41 | 37 | 4  | 12 | 75.4% | 38.74 |
| Norwegen   | Marianne Rørvik        | 4 | 5 | –   | 61 | 55 | 38 | 35 | 2  | 10 | 79.7% | 33.54 |
| Litauen    | Virginija Paulauskaitė | 1 | 8 | 1–1 | 40 | 82 | 28 | 46 | 2  | 5  | 65.5% | 63.06 |
| Estland    | Liisa Turmann          | 1 | 8 | 1–1 | 41 | 74 | 28 | 44 | 3  | 4  | 73.6% | 66.56 |
| Ungarn     | Vera Kalocsai-van Dorp | 1 | 8 | 1–1 | 42 | 84 | 27 | 46 | 1  | 5  | 64.7% | 66.94 |

##### Draw 1
Samstag, 16. November, 9:30 Uhr (UTC+3)
| Team                  |    | 1 | 2 | 3 | 4 | 5 | 6 | 7 | 8 | 9 | 10 | Gesamt |
| --------------------- | -- | - | - | - | - | - | - | - | - | - | -- | ------ |
| Schweden (Hasselborg) |    | 0 | 2 | 0 | 0 | 2 | 1 | 0 | 2 | 1 | X  | 8      |
| Schottland (Jackson)  | 🔨 | 1 | 0 | 0 | 2 | 0 | 0 | 2 | 0 | 0 | X  | 5      |

| Team              |    | 1 | 2 | 3 | 4 | 5 | 6 | 7 | 8 | 9 | 10 | Gesamt |
| ----------------- | -- | - | - | - | - | - | - | - | - | - | -- | ------ |
| Türkei (Yıldız)   |    | 0 | 1 | 0 | 1 | 0 | 2 | 0 | 0 | 2 | 0  | 6      |
| Norwegen (Rørvik) | 🔨 | 3 | 0 | 1 | 0 | 1 | 0 | 1 | 1 | 0 | 3  | 10     |

| Team                   |    | 1 | 2 | 3 | 4 | 5 | 6 | 7 | 8 | 9 | 10 | Gesamt |
| ---------------------- | -- | - | - | - | - | - | - | - | - | - | -- | ------ |
| Italien (Constantini)  | 🔨 | 1 | 3 | 3 | 0 | 3 | 0 | 1 | X | X | X  | 11     |
| Litauen (Paulauskaitė) |    | 0 | 0 | 0 | 2 | 0 | 2 | 0 | X | X | X  | 4      |

| Team                |    | 1 | 2 | 3 | 4 | 5 | 6 | 7 | 8 | 9 | 10 | Gesamt |
| ------------------- | -- | - | - | - | - | - | - | - | - | - | -- | ------ |
| Schweiz (Tirinzoni) | 🔨 | 1 | 0 | 0 | 1 | 0 | 0 | 0 | 1 | 1 | X  | 4      |
| Dänemark (Dupont)   |    | 0 | 1 | 0 | 0 | 0 | 1 | 0 | 0 | 0 | X  | 2      |

| Team                       |    | 1 | 2 | 3 | 4 | 5 | 6 | 7 | 8 | 9 | 10 | Gesamt |
| -------------------------- | -- | - | - | - | - | - | - | - | - | - | -- | ------ |
| Ungarn (Kalocsai-van Dorp) |    | 0 | 1 | 2 | 0 | 5 | 0 | 0 | 1 | 1 | X  | 10     |
| Estland (Turmann)          | 🔨 | 1 | 0 | 0 | 3 | 0 | 1 | 1 | 0 | 0 | X  | 6      |

##### Draw 2
Samstag, 16. November, 19:30 Uhr (UTC+3)
| Team                |    | 1 | 2 | 3 | 4 | 5 | 6 | 7 | 8 | 9 | 10 | Gesamt |
| ------------------- | -- | - | - | - | - | - | - | - | - | - | -- | ------ |
| Norwegen (Rørvik)   |    | 0 | 0 | 1 | 0 | 0 | 2 | 0 | 1 | 0 | X  | 4      |
| Schweiz (Tirinzoni) | 🔨 | 0 | 1 | 0 | 2 | 1 | 0 | 1 | 0 | 4 | X  | 9      |

| Team                 |    | 1 | 2 | 3 | 4 | 5 | 6 | 7 | 8 | 9 | 10 | 11 | Gesamt |
| -------------------- | -- | - | - | - | - | - | - | - | - | - | -- | -- | ------ |
| Schottland (Jackson) |    | 0 | 2 | 0 | 2 | 1 | 0 | 2 | 0 | 2 | 0  | 2  | 11     |
| Dänemark (Dupont)    | 🔨 | 1 | 0 | 2 | 0 | 0 | 3 | 0 | 2 | 0 | 1  | 0  | 9      |

| Team                       |    | 1 | 2 | 3 | 4 | 5 | 6 | 7 | 8 | 9 | 10 | Gesamt |
| -------------------------- | -- | - | - | - | - | - | - | - | - | - | -- | ------ |
| Ungarn (Kalocsai-van Dorp) | 🔨 | 2 | 0 | 4 | 0 | 0 | 2 | 0 | 0 | 0 | 0  | 8      |
| Schweden (Hasselborg)      |    | 0 | 1 | 0 | 2 | 1 | 0 | 1 | 2 | 2 | 1  | 10     |

| Team                   |    | 1 | 2 | 3 | 4 | 5 | 6 | 7 | 8 | 9 | 10 | Gesamt |
| ---------------------- | -- | - | - | - | - | - | - | - | - | - | -- | ------ |
| Estland (Turmann)      |    | 0 | 3 | 0 | 1 | 0 | 2 | 0 | 2 | 0 | 2  | 10     |
| Litauen (Paulauskaitė) | 🔨 | 1 | 0 | 1 | 0 | 2 | 0 | 1 | 0 | 2 | 0  | 7      |

| Team                  |    | 1 | 2 | 3 | 4 | 5 | 6 | 7 | 8 | 9 | 10 | Gesamt |
| --------------------- | -- | - | - | - | - | - | - | - | - | - | -- | ------ |
| Türkei (Yıldız)       | 🔨 | 1 | 0 | 1 | 1 | 0 | 0 | 2 | 0 | 2 | 0  | 7      |
| Italien (Constantini) |    | 0 | 2 | 0 | 0 | 2 | 1 | 0 | 3 | 0 | 3  | 11     |

##### Draw 3
Sonntag, 17. November, 14:00 Uhr (UTC+3)
| Team                   |    | 1 | 2 | 3 | 4 | 5 | 6 | 7 | 8 | 9 | 10 | Gesamt |
| ---------------------- | -- | - | - | - | - | - | - | - | - | - | -- | ------ |
| Litauen (Paulauskaitė) |    | 1 | 0 | 0 | 1 | 0 | 2 | 0 | 0 | 0 | X  | 4      |
| Türkei (Yıldız)        | 🔨 | 0 | 2 | 2 | 0 | 1 | 0 | 1 | 3 | 3 | X  | 12     |

| Team                  |    | 1 | 2 | 3 | 4 | 5 | 6 | 7 | 8 | 9 | 10 | Gesamt |
| --------------------- | -- | - | - | - | - | - | - | - | - | - | -- | ------ |
| Schweden (Hasselborg) | 🔨 | 0 | 1 | 2 | 0 | 0 | 2 | 0 | 1 | 2 | X  | 8      |
| Estland (Turmann)     |    | 0 | 0 | 0 | 1 | 0 | 0 | 1 | 0 | 0 | X  | 2      |

| Team                 |    | 1 | 2 | 3 | 4 | 5 | 6 | 7 | 8 | 9 | 10 | Gesamt |
| -------------------- | -- | - | - | - | - | - | - | - | - | - | -- | ------ |
| Schottland (Jackson) |    | 0 | 0 | 1 | 0 | 0 | 0 | X | X | X | X  | 1      |
| Schweiz (Tirinzoni)  | 🔨 | 0 | 3 | 0 | 1 | 3 | 1 | X | X | X | X  | 8      |

| Team                       |    | 1 | 2 | 3 | 4 | 5 | 6 | 7 | 8 | 9 | 10 | Gesamt |
| -------------------------- | -- | - | - | - | - | - | - | - | - | - | -- | ------ |
| Italien (Constantini)      |    | 0 | 1 | 0 | 1 | 0 | 2 | 2 | 0 | 3 | X  | 9      |
| Ungarn (Kalocsai-van Dorp) | 🔨 | 2 | 0 | 1 | 0 | 2 | 0 | 0 | 1 | 0 | X  | 6      |

| Team              |    | 1 | 2 | 3 | 4 | 5 | 6 | 7 | 8 | 9 | 10 | Gesamt |
| ----------------- | -- | - | - | - | - | - | - | - | - | - | -- | ------ |
| Norwegen (Rørvik) |    | 0 | 1 | 0 | 3 | 0 | 0 | 0 | 0 | X | X  | 4      |
| Dänemark (Dupont) | 🔨 | 2 | 0 | 1 | 0 | 0 | 3 | 3 | 2 | X | X  | 11     |

##### Draw 4
Montag, 18. November, 8:00 Uhr (UTC+3)
| Team                       |    | 1 | 2 | 3 | 4 | 5 | 6 | 7 | 8 | 9 | 10 | Gesamt |
| -------------------------- | -- | - | - | - | - | - | - | - | - | - | -- | ------ |
| Dänemark (Dupont)          |    | 0 | 0 | 4 | 1 | 1 | 1 | 1 | X | X | X  | 8      |
| Ungarn (Kalocsai-van Dorp) | 🔨 | 0 | 1 | 0 | 0 | 0 | 0 | 0 | X | X | X  | 1      |

| Team                  |    | 1 | 2 | 3 | 4 | 5 | 6 | 7 | 8 | 9 | 10 | Gesamt |
| --------------------- | -- | - | - | - | - | - | - | - | - | - | -- | ------ |
| Italien (Constantini) |    | 0 | 1 | 0 | 2 | 0 | 1 | 0 | 1 | 1 | 0  | 6      |
| Schweiz (Tirinzoni)   | 🔨 | 1 | 0 | 3 | 0 | 1 | 0 | 1 | 0 | 0 | 1  | 7      |

| Team              |    | 1 | 2 | 3 | 4 | 5 | 6 | 7 | 8 | 9 | 10 | Gesamt |
| ----------------- | -- | - | - | - | - | - | - | - | - | - | -- | ------ |
| Estland (Turmann) | 🔨 | 0 | 0 | 0 | 1 | 0 | 0 | 0 | 2 | 0 | X  | 3      |
| Norwegen (Rørvik) |    | 0 | 2 | 1 | 0 | 0 | 2 | 1 | 0 | 3 | X  | 9      |

| Team                   |    | 1 | 2 | 3 | 4 | 5 | 6 | 7 | 8 | 9 | 10 | Gesamt |
| ---------------------- | -- | - | - | - | - | - | - | - | - | - | -- | ------ |
| Litauen (Paulauskaitė) |    | 0 | 1 | 0 | 0 | 1 | 0 | 2 | 0 | 1 | X  | 5      |
| Schweden (Hasselborg)  | 🔨 | 3 | 0 | 0 | 1 | 0 | 1 | 0 | 3 | 0 | X  | 8      |

| Team                 |    | 1 | 2 | 3 | 4 | 5 | 6 | 7 | 8 | 9 | 10 | Gesamt |
| -------------------- | -- | - | - | - | - | - | - | - | - | - | -- | ------ |
| Schottland (Jackson) |    | 0 | 1 | 0 | 1 | 1 | 0 | 0 | 0 | 1 | 0  | 4      |
| Türkei (Yıldız)      | 🔨 | 0 | 0 | 1 | 0 | 0 | 1 | 0 | 0 | 0 | 3  | 5      |

##### Draw 5
Montag, 18. November, 16:00 Uhr (UTC+3)
| Team                  |    | 1 | 2 | 3 | 4 | 5 | 6 | 7 | 8 | 9 | 10 | Gesamt |
| --------------------- | -- | - | - | - | - | - | - | - | - | - | -- | ------ |
| Italien (Constantini) |    | 1 | 0 | 0 | 2 | 0 | 0 | 2 | 1 | 0 | 1  | 7      |
| Norwegen (Rørvik)     | 🔨 | 0 | 0 | 2 | 0 | 3 | 0 | 0 | 0 | 1 | 0  | 6      |

| Team                       |    | 1 | 2 | 3 | 4 | 5 | 6 | 7 | 8 | 9 | 10 | Gesamt |
| -------------------------- | -- | - | - | - | - | - | - | - | - | - | -- | ------ |
| Ungarn (Kalocsai-van Dorp) |    | 0 | 0 | 1 | 1 | 0 | 1 | 0 | X | X | X  | 3      |
| Schottland (Jackson)       | 🔨 | 2 | 3 | 0 | 0 | 2 | 0 | 2 | X | X | X  | 9      |

| Team                  |    | 1 | 2 | 3 | 4 | 5 | 6 | 7 | 8 | 9 | 10 | Gesamt |
| --------------------- | -- | - | - | - | - | - | - | - | - | - | -- | ------ |
| Schweden (Hasselborg) | 🔨 | 1 | 0 | 0 | 0 | 2 | 1 | 0 | 2 | 0 | 1  | 7      |
| Dänemark (Dupont)     |    | 0 | 0 | 2 | 0 | 0 | 0 | 1 | 0 | 2 | 0  | 5      |

| Team              |    | 1 | 2 | 3 | 4 | 5 | 6 | 7 | 8 | 9 | 10 | Gesamt |
| ----------------- | -- | - | - | - | - | - | - | - | - | - | -- | ------ |
| Türkei (Yıldız)   |    | 0 | 0 | 1 | 0 | 2 | 1 | 0 | 0 | 0 | 1  | 5      |
| Estland (Turmann) | 🔨 | 0 | 2 | 0 | 1 | 0 | 0 | 1 | 0 | 0 | 0  | 4      |

| Team                   |    | 1 | 2 | 3 | 4 | 5 | 6 | 7 | 8 | 9 | 10 | Gesamt |
| ---------------------- | -- | - | - | - | - | - | - | - | - | - | -- | ------ |
| Schweiz (Tirinzoni)    | 🔨 | 1 | 1 | 1 | 0 | 0 | 2 | 0 | 3 | 0 | 0  | 8      |
| Litauen (Paulauskaitė) |    | 0 | 0 | 0 | 2 | 1 | 0 | 1 | 0 | 2 | 1  | 7      |

##### Draw 6
Dienstag, 19. November, 9:00 Uhr (UTC+3)
| Team                       |    | 1 | 2 | 3 | 4 | 5 | 6 | 7 | 8 | 9 | 10 | Gesamt |
| -------------------------- | -- | - | - | - | - | - | - | - | - | - | -- | ------ |
| Ungarn (Kalocsai-van Dorp) |    | 0 | 0 | 1 | 0 | 3 | 1 | 0 | 0 | 0 | 1  | 6      |
| Litauen (Paulauskaitė)     | 🔨 | 0 | 1 | 0 | 2 | 0 | 0 | 3 | 1 | 1 | 0  | 8      |

| Team                  |    | 1 | 2 | 3 | 4 | 5 | 6 | 7 | 8 | 9 | 10 | Gesamt |
| --------------------- | -- | - | - | - | - | - | - | - | - | - | -- | ------ |
| Norwegen (Rørvik)     |    | 0 | 0 | 2 | 0 | 1 | 0 | 2 | 0 | 1 | 0  | 6      |
| Schweden (Hasselborg) | 🔨 | 0 | 1 | 0 | 1 | 0 | 1 | 0 | 2 | 0 | 3  | 8      |

| Team                |    | 1 | 2 | 3 | 4 | 5 | 6 | 7 | 8 | 9 | 10 | Gesamt |
| ------------------- | -- | - | - | - | - | - | - | - | - | - | -- | ------ |
| Schweiz (Tirinzoni) | 🔨 | 2 | 3 | 2 | 0 | 0 | 1 | 0 | 2 | X | X  | 10     |
| Türkei (Yıldız)     |    | 0 | 0 | 0 | 2 | 1 | 0 | 1 | 0 | X | X  | 4      |

| Team                  |    | 1 | 2 | 3 | 4 | 5 | 6 | 7 | 8 | 9 | 10 | 11 | Gesamt |
| --------------------- | -- | - | - | - | - | - | - | - | - | - | -- | -- | ------ |
| Dänemark (Dupont)     |    | 0 | 0 | 1 | 0 | 0 | 0 | 2 | 0 | 0 | 2  | 0  | 5      |
| Italien (Constantini) | 🔨 | 0 | 1 | 0 | 1 | 1 | 1 | 0 | 0 | 1 | 0  | 1  | 6      |

| Team                 |    | 1 | 2 | 3 | 4 | 5 | 6 | 7 | 8 | 9 | 10 | Gesamt |
| -------------------- | -- | - | - | - | - | - | - | - | - | - | -- | ------ |
| Estland (Turmann)    |    | 0 | 0 | 0 | 0 | 0 | 1 | 0 | X | X | X  | 1      |
| Schottland (Jackson) | 🔨 | 0 | 3 | 0 | 2 | 1 | 0 | 2 | X | X | X  | 8      |

##### Draw 7
Dienstag, 19. November, 19:00 Uhr (UTC+3)
| Team              |    | 1 | 2 | 3 | 4 | 5 | 6 | 7 | 8 | 9 | 10 | Gesamt |
| ----------------- | -- | - | - | - | - | - | - | - | - | - | -- | ------ |
| Türkei (Yıldız)   | 🔨 | 2 | 0 | 0 | 0 | 3 | 0 | 0 | 1 | 1 | 0  | 7      |
| Dänemark (Dupont) |    | 0 | 2 | 0 | 1 | 0 | 3 | 1 | 0 | 0 | 1  | 8      |

| Team                  |    | 1 | 2 | 3 | 4 | 5 | 6 | 7 | 8 | 9 | 10 | Gesamt |
| --------------------- | -- | - | - | - | - | - | - | - | - | - | -- | ------ |
| Estland (Turmann)     |    | 0 | 3 | 0 | 0 | 1 | 1 | 1 | 0 | 0 | X  | 6      |
| Italien (Constantini) | 🔨 | 2 | 0 | 3 | 3 | 0 | 0 | 0 | 2 | 2 | X  | 12     |

| Team                   |    | 1 | 2 | 3 | 4 | 5 | 6 | 7 | 8 | 9 | 10 | Gesamt |
| ---------------------- | -- | - | - | - | - | - | - | - | - | - | -- | ------ |
| Litauen (Paulauskaitė) |    | 0 | 0 | 0 | 1 | 0 | 1 | 0 | 0 | X | X  | 2      |
| Schottland (Jackson)   | 🔨 | 0 | 1 | 1 | 0 | 3 | 0 | 2 | 2 | X | X  | 9      |

| Team                       |    | 1 | 2 | 3 | 4 | 5 | 6 | 7 | 8 | 9 | 10 | Gesamt |
| -------------------------- | -- | - | - | - | - | - | - | - | - | - | -- | ------ |
| Ungarn (Kalocsai-van Dorp) |    | 0 | 1 | 1 | 0 | 0 | 1 | 0 | 2 | 0 | X  | 5      |
| Norwegen (Rørvik)          | 🔨 | 1 | 0 | 0 | 2 | 3 | 0 | 2 | 0 | 1 | X  | 9      |

| Team                  |    | 1 | 2 | 3 | 4 | 5 | 6 | 7 | 8 | 9 | 10 | Gesamt |
| --------------------- | -- | - | - | - | - | - | - | - | - | - | -- | ------ |
| Schweden (Hasselborg) |    | 0 | 0 | 0 | 2 | 0 | 1 | 1 | 0 | 1 | 0  | 5      |
| Schweiz (Tirinzoni)   | 🔨 | 2 | 0 | 0 | 0 | 3 | 0 | 0 | 1 | 0 | 1  | 7      |

##### Draw 8
Mittwoch, 20. November, 14:00 Uhr (UTC+3)
| Team                  |    | 1 | 2 | 3 | 4 | 5 | 6 | 7 | 8 | 9 | 10 | Gesamt |
| --------------------- | -- | - | - | - | - | - | - | - | - | - | -- | ------ |
| Schottland (Jackson)  | 🔨 | 2 | 0 | 1 | 2 | 0 | 1 | 0 | 0 | 1 | 2  | 9      |
| Italien (Constantini) |    | 0 | 1 | 0 | 0 | 1 | 0 | 2 | 1 | 0 | 0  | 5      |

| Team                       |    | 1 | 2 | 3 | 4 | 5 | 6 | 7 | 8 | 9 | 10 | Gesamt |
| -------------------------- | -- | - | - | - | - | - | - | - | - | - | -- | ------ |
| Schweiz (Tirinzoni)        | 🔨 | 2 | 0 | 1 | 4 | 3 | 3 | X | X | X | X  | 13     |
| Ungarn (Kalocsai-van Dorp) |    | 0 | 1 | 0 | 0 | 0 | 0 | X | X | X | X  | 1      |

| Team              |    | 1 | 2 | 3 | 4 | 5 | 6 | 7 | 8 | 9 | 10 | Gesamt |
| ----------------- | -- | - | - | - | - | - | - | - | - | - | -- | ------ |
| Dänemark (Dupont) | 🔨 | 0 | 2 | 0 | 1 | 0 | 3 | 2 | 0 | 1 | X  | 9      |
| Estland (Turmann) |    | 0 | 0 | 1 | 0 | 1 | 0 | 0 | 2 | 0 | X  | 4      |

| Team                  |    | 1 | 2 | 3 | 4 | 5 | 6 | 7 | 8 | 9 | 10 | Gesamt |
| --------------------- | -- | - | - | - | - | - | - | - | - | - | -- | ------ |
| Schweden (Hasselborg) | 🔨 | 1 | 0 | 2 | 0 | 1 | 0 | 1 | 0 | 0 | 0  | 5      |
| Türkei (Yıldız)       |    | 0 | 1 | 0 | 2 | 0 | 1 | 0 | 1 | 1 | 1  | 7      |

| Team                   |    | 1 | 2 | 3 | 4 | 5 | 6 | 7 | 8 | 9 | 10 | Gesamt |
| ---------------------- | -- | - | - | - | - | - | - | - | - | - | -- | ------ |
| Litauen (Paulauskaitė) |    | 0 | 0 | 0 | 0 | 1 | 0 | 0 | X | X | X  | 1      |
| Norwegen (Rørvik)      | 🔨 | 1 | 2 | 1 | 1 | 0 | 3 | 1 | X | X | X  | 9      |

##### Draw 9
Donnerstag, 21. November, 9:00 Uhr (UTC+3)
| Team                |    | 1 | 2 | 3 | 4 | 5 | 6 | 7 | 8 | 9 | 10 | Gesamt |
| ------------------- | -- | - | - | - | - | - | - | - | - | - | -- | ------ |
| Schweiz (Tirinzoni) | 🔨 | 1 | 0 | 0 | 1 | 0 | 1 | 1 | 0 | 1 | 1  | 6      |
| Estland (Turmann)   |    | 0 | 1 | 1 | 0 | 2 | 0 | 0 | 1 | 0 | 0  | 5      |

| Team                   |    | 1 | 2 | 3 | 4 | 5 | 6 | 7 | 8 | 9 | 10 | Gesamt |
| ---------------------- | -- | - | - | - | - | - | - | - | - | - | -- | ------ |
| Dänemark (Dupont)      |    | 0 | 1 | 3 | 0 | 1 | 1 | 1 | 2 | X | X  | 9      |
| Litauen (Paulauskaitė) | 🔨 | 0 | 0 | 0 | 2 | 0 | 0 | 0 | 0 | X | X  | 2      |

| Team                       |    | 1 | 2 | 3 | 4 | 5 | 6 | 7 | 8 | 9 | 10 | Gesamt |
| -------------------------- | -- | - | - | - | - | - | - | - | - | - | -- | ------ |
| Türkei (Yıldız)            | 🔨 | 2 | 0 | 2 | 1 | 1 | 2 | 0 | 4 | X | X  | 12     |
| Ungarn (Kalocsai-van Dorp) |    | 0 | 1 | 0 | 0 | 0 | 0 | 1 | 0 | X | X  | 2      |

| Team                 |    | 1 | 2 | 3 | 4 | 5 | 6 | 7 | 8 | 9 | 10 | Gesamt |
| -------------------- | -- | - | - | - | - | - | - | - | - | - | -- | ------ |
| Norwegen (Rørvik)    |    | 0 | 0 | 1 | 0 | 1 | 0 | 0 | 1 | 1 | 0  | 4      |
| Schottland (Jackson) | 🔨 | 0 | 1 | 0 | 1 | 0 | 0 | 2 | 0 | 0 | 1  | 5      |

| Team                  |    | 1 | 2 | 3 | 4 | 5 | 6 | 7 | 8 | 9 | 10 | Gesamt |
| --------------------- | -- | - | - | - | - | - | - | - | - | - | -- | ------ |
| Italien (Constantini) | 🔨 | 0 | 1 | 0 | 1 | 0 | 1 | 1 | 0 | 0 | 0  | 4      |
| Schweden (Hasselborg) |    | 0 | 0 | 1 | 0 | 1 | 0 | 0 | 4 | 1 | 1  | 8      |

#### Finalrunde
|  | Halbfinale | Halbfinale | Halbfinale |                  |  | Finale | Finale     | Finale |
|  |            |            |            |                  |  |        |            |        |
|  |            |            |            |                  |  |        |            |        |
|  | 1          | Schweiz    | 7          |                  |  |        |            |        |
|  | 4          | Italien    | 3          |                  |  | 1      | Schweiz    | 8      |
|  |            |            |            |                  |  | 2      | Schweden   | 4      |
|  |            |            |            |                  |  |        |            |        |
|  |            |            |            | Spiel um Platz 3 |  |        |            |        |
|  | 2          | Schweden   | 6          |                  |  |        |            |        |
|  | 3          | Schottland | 4          |                  |  | 4      | Italien    | 4      |
|  |            |            |            |                  |  | 3      | Schottland | 6      |
|  |            |            |            |                  |  |        |            |        |

##### Halbfinale
Donnerstag, 21. November, 19:00 Uhr (UTC+3)
| Team                  |    | 1 | 2 | 3 | 4 | 5 | 6 | 7 | 8 | 9 | 10 | Gesamt |
| --------------------- | -- | - | - | - | - | - | - | - | - | - | -- | ------ |
| Schweden (Hasselborg) | 🔨 | 0 | 0 | 0 | 0 | 3 | 0 | 1 | 0 | 1 | 1  | 6      |
| Schottland (Jackson)  |    | 0 | 0 | 1 | 0 | 0 | 2 | 0 | 1 | 0 | 0  | 4      |

| Team                  |    | 1 | 2 | 3 | 4 | 5 | 6 | 7 | 8 | 9 | 10 | Gesamt |
| --------------------- | -- | - | - | - | - | - | - | - | - | - | -- | ------ |
| Schweiz (Tirinzoni)   | 🔨 | 2 | 0 | 0 | 0 | 0 | 4 | 1 | 0 | X | X  | 7      |
| Italien (Constantini) |    | 0 | 0 | 1 | 0 | 1 | 0 | 0 | 1 | X | X  | 3      |

##### Spiel um Platz 3
Freitag, 22. November, 14:00 Uhr (UTC+3)
| Team                  |    | 1 | 2 | 3 | 4 | 5 | 6 | 7 | 8 | 9 | 10 | Gesamt |
| --------------------- | -- | - | - | - | - | - | - | - | - | - | -- | ------ |
| Italien (Constantini) |    | X | X | X | X | X | X | X | X | X | X  | 0      |
| Schottland (Jackson)  | 🔨 | X | X | X | X | X | X | X | X | X | X  | 0      |

##### Finale
Samstag, 23. November, 10:00 Uhr (UTC+3)
| Team                  |  | 1 | 2 | 3 | 4 | 5 | 6 | 7 | 8 | 9 | 10 | Gesamt |
| --------------------- |  | - | - | - | - | - | - | - | - | - | -- | ------ |
| Schweiz (Tirinzoni)   |  | 2 | 1 | 0 | 0 | 2 | 0 | 2 | 0 | 1 | X  | 8      |
| Schweden (Hasselborg) |  | 0 | 0 | 0 | 1 | 0 | 1 | 0 | 2 | 0 | X  | 4      |

#### Abschlussplatzierungen
| Legende | Legende                                             |
| ------- | --------------------------------------------------- |
|         | Verbleib in der Division A Europameisterschaft 2025 |
|         | Abstieg in die Division B Europameisterschaft 2025  |

| Rang | Nation     |
| ---- | ---------- |
| 1    | Schweiz    |
| 2    | Schweden   |
| 3    | Schottland |
| 4    | Italien    |
| 5    | Dänemark   |
| 6    | Türkei     |
| 7    | Norwegen   |
| 8    | Litauen    |
| 9    | Estland    |
| 10   | Ungarn     |

### Division B

#### Teilnehmer
| Österreich | Tschechien | England | Finnland | Deutschland                                                                                                 |
| --- | --- | --- | --- | --- |
| Fourth: Hannah Augustin Skip: Verena Pflügler Second: Teresa Treichl Lead: Johanna Höss Alternate: Emma Müller | Skip: Zuzana Paulová Third: Alžběta Zelingrová Second: Michaela Baudyšová Lead: Aneta Müllerová Alternate: Karolína Špundová | Fourth: Anna Fowler Skip: Hetty Garnier Second: Angharad Ward Lead: Lisa Farnell Alternate: Naomi Robinson          | Skip: Miia Ahrenberg Third: Ella Eivola Second: Inka Mustajoki Lead: Lara Sajaniemi Alternate: Mariia Kiiskinen  | Fourth: Kim Sutor Skip: Sara Messenzehl Second: Zoe Antes Lead: Joy Sutor Alternate: Pia-Lisa Schöll        |
| Lettland | Niederlande | Polen | Slowenien | Ukraine |
| Fourth: Agate Regža Third: Darta Regža Second: Anete Zābere Skip: Evita Regža Alternate: Dace Regža            | Fourth: Vannesa Tonoli Skip: Lisenka Bomas Second: Marit Van Valkenhoef Lead: Linde Nas Alternate: Anandi Bomas              | Skip: Aneta Lipińska Third: Ewa Nogły Second: Marta Leszczyńska Lead: Magdalena Kołodziej Alternate: Julia Dyderska | Skip: Maruša Gorišek Third: Nadja Pipan Second: Ajda Zavrtanik Drglin Lead: Liza Gregori Alternate: Nina Kremzar | Skip: Jaroslawa Kalinitschenko Third: Diana Moskalenko Second: Oleksandra Kononenko Lead: Anastassija Mosol |

#### Round Robin
| Legende | Legende                                            |
| ------- | -------------------------------------------------- |
|         | Qualifiziert für die Finalrunde                    |
|         | Abstieg in die Division C Europameisterschaft 2025 |

| Nation      | Skip                     | S | N | S–N | DSC    |
| ----------- | ------------------------ | - | - | --- | ------ |
| Tschechien  | Zuzana Paulová           | 8 | 1 | 1–0 | 42.88  |
| Deutschland | Sara Messenzehl          | 8 | 1 | 0–1 | 47.98  |
| Niederlande | Lisenka Bomas            | 6 | 3 | 1–1 | 43.77  |
| Polen       | Aneta Lipińska           | 6 | 3 | 1–1 | 53.48  |
| England     | Hetty Garnier            | 6 | 3 | 1–1 | 74.79  |
| Slowenien   | Maruša Gorišek           | 4 | 5 | –   | 66.48  |
| Lettland    | Evita Regža              | 3 | 6 | 1–0 | 82.51  |
| Österreich  | Verena Pflügler          | 3 | 6 | 0–1 | 57.07  |
| Finnland    | Miia Ahrenberg           | 1 | 8 | –   | 87.69  |
| Ukraine     | Jaroslawa Kalinitschenko | 0 | 9 | –   | 134.84 |

| Rang | Nation      | Osterreich | Tschechien | England | Finnland | Deutschland | Lettland | Niederlande | Polen | Slowenien | Ukraine | Bilanz |
| ---- | ----------- | ---------- | ---------- | ------- | -------- | ----------- | -------- | ----------- | ----- | --------- | ------- | ------ |
| 8    | Österreich  | —          | 9–4        | 5–9     | 7–4      | 3–6         | 5–9      | 7–8         | 1–6   | 4–11      | 12–4    | 3–6    |
| 1    | Tschechien  | 4–9        | —          | 8–4     | 10–4     | 7–4         | 11–1     | 8–7         | 11–7  | 7–5       | 10–1    | 8–1    |
| 5    | England     | 9–5        | 4–8        | —       | 10–2     | 3–8         | 10–8     | 6–7         | 5–4   | 12–7      | 5–3     | 6–3    |
| 9    | Finnland    | 4–7        | 4–10       | 2–10    | —        | 6–8         | 5–7      | 5–12        | 2–12  | 5–11      | 10–9    | 1–8    |
| 2    | Deutschland | 6–3        | 4–7        | 8–3     | 8–6      | —           | 13–3     | 10–2        | 7–5   | 9–6       | 10–3    | 8–1    |
| 7    | Lettland    | 9–5        | 1–11       | 8–10    | 7–5      | 3–13        | —        | 6–8         | 4–8   | 5–6       | 9–6     | 3–6    |
| 4    | Niederlande | 8–7        | 7–8        | 7–6     | 12–5     | 2–10        | 8–6      | —           | 5–9   | 8–4       | 7–6     | 6–3    |
| 3    | Polen       | 6–1        | 7–11       | 4–5     | 12–2     | 5–7         | 8–4      | 9–5         | —     | 8–3       | 9–8     | 6–3    |
| 6    | Slowenien   | 11–4       | 5–7        | 7–12    | 11–5     | 6–9         | 6–5      | 4–8         | 3–8   | —         | 10–7    | 4–5    |
| 10   | Ukraine     | 4–12       | 1–10       | 3–5     | 9–10     | 3–10        | 6–9      | 6–7         | 8–9   | 7–10      | —       | 0–9    |

#### Finalrunde
|  | Halbfinale | Halbfinale  | Halbfinale |                  |  | Finale | Finale      | Finale |
|  |            |             |            |                  |  |        |             |        |
|  |            |             |            |                  |  |        |             |        |
|  | 1          | Tschechien  | 9          |                  |  |        |             |        |
|  | 4          | Polen       | 6          |                  |  | 1      | Tschechien  | 8      |
|  |            |             |            |                  |  | 2      | Deutschland | 5      |
|  |            |             |            |                  |  |        |             |        |
|  |            |             |            | Spiel um Platz 3 |  |        |             |        |
|  | 2          | Deutschland | 12         |                  |  |        |             |        |
|  | 3          | Niederlande | 6          |                  |  | 4      | Polen       | 11     |
|  |            |             |            |                  |  | 3      | Niederlande | 4      |
|  |            |             |            |                  |  |        |             |        |

##### Halbfinale
Samstag, 23. November, 9:00 Uhr (UTC+1)
| Team                 |    | 1 | 2 | 3 | 4 | 5 | 6 | 7 | 8 | 9 | 10 | Gesamt |
| -------------------- | -- | - | - | - | - | - | - | - | - | - | -- | ------ |
| Tschechien (Paulová) | 🔨 | 0 | 3 | 0 | 0 | 0 | 2 | 3 | 1 | 0 | X  | 9      |
| Polen (Lipińska)     |    | 1 | 0 | 1 | 2 | 1 | 0 | 0 | 0 | 1 | X  | 6      |

| Team                     |    | 1 | 2 | 3 | 4 | 5 | 6 | 7 | 8 | 9 | 10 | Gesamt |
| ------------------------ | -- | - | - | - | - | - | - | - | - | - | -- | ------ |
| Deutschland (Messenzehl) | 🔨 | 2 | 0 | 5 | 0 | 0 | 1 | 4 | 0 | X | X  | 12     |
| Niederlande (Bomas)      |    | 0 | 1 | 0 | 3 | 0 | 0 | 0 | 2 | X | X  | 6      |

##### Spiel um Platz 3
Samstag, 23. November, 14:30 Uhr (UTC+1)
| Team                |    | 1 | 2 | 3 | 4 | 5 | 6 | 7 | 8 | 9 | 10 | Gesamt |
| ------------------- | -- | - | - | - | - | - | - | - | - | - | -- | ------ |
| Polen (Lipińska)    |    | 0 | 0 | 1 | 0 | 3 | 0 | 4 | 3 | X | X  | 11     |
| Niederlande (Bomas) | 🔨 | 1 | 0 | 0 | 1 | 0 | 2 | 0 | 0 | X | X  | 4      |

##### Finale
Samstag, 23. November, 14:30 Uhr (UTC+1)
| Team                     |    | 1 | 2 | 3 | 4 | 5 | 6 | 7 | 8 | 9 | 10 | Gesamt |
| ------------------------ | -- | - | - | - | - | - | - | - | - | - | -- | ------ |
| Tschechien (Paulová)     | 🔨 | 0 | 0 | 0 | 1 | 0 | 2 | 0 | 1 | 2 | 2  | 8      |
| Deutschland (Messenzehl) |    | 0 | 2 | 2 | 0 | 1 | 0 | 0 | 0 | 0 | 0  | 5      |

#### Abschlussplatzierungen
| Legende | Legende                                             |
| ------- | --------------------------------------------------- |
|         | Aufstieg in die Division A Europameisterschaft 2025 |
|         | Abstieg in die Division C Europameisterschaft 2025  |

| Rang | Nation      |
| ---- | ----------- |
| 1    | Tschechien  |
| 2    | Deutschland |
| 3    | Polen       |
| 4    | Niederlande |
| 5    | England     |
| 6    | Slowenien   |
| 7    | Lettland    |
| 8    | Österreich  |
| 9    | Finnland    |
| 10   | Ukraine     |

### Division C

#### Teilnehmer
| Belgien                                                                           | Kroatien | Frankreich | Niederlande | Portugal |
| --------------------------------------------------------------------------------- | --- | --- | --- | --- |
| Fourth: Kim Catteceur Skip: Veerle Geerinckx Second: Yana Meyhi Lead: Britt Meyhi | Skip: Iva Penava Third: Iva Roso Second: Zrinka Muhek Lead: Morana Cuzela Alternate: Luci Ana Pavelka                    | Fourth: Allison Brageul Skip: Élodie Fuchs Second: Élodie Verger Lead: Sylvie Reist Alternate: Lise Walter                                            | Fourth: Vanessa Tonoli Skip: Lisenka Bomas Second: Anandi Bomas Lead: Linde Nas Alternate: Marit van Valkenhoef | Fourth: Antonieta Martins Ethier Skip: Fiona Grace Simpson Second: Irene Pita-Goodis Lead: Graciete Martins Folster Alternate: Susana Trindade |
| Rumänien                                                                          | Slowakei | Spanien | Ukraine | Wales |
| Skip: Iulia Trăilă Third: Crina Boboc Second: Ania Bacali Lead: Octavia Traila    | Skip: Gabriela Kajanová Third: Silvia Sýkorová Second: Linda Haferová Lead: Daniela Matulová Alternate: Zuzana Axamitová | Skip: Paula Olivan Salvador Third: Marisol Arias Cordoba Second: Laura Rodriguez Romeo Lead: Emma Lopez Perez Alternate: Maria Victoria Ainsa Galindo | Fourth: Jaroslawa Kalinitschenko Skip: Diana Moskalenko Second: Oleksandra Kononenko Lead: Anastassija Mosol    | Skip: Laura Beever Third: Judith Glazier Second: Emily Simpson Lead: Anna Carruthers                                                           |

#### Round Robin
| Legende | Legende    |
| ------- | ---------- |
|         | Finalrunde |

| Nation      | Skip                  | S | N | S–N | DSC    |
| ----------- | --------------------- | - | - | --- | ------ |
| Slowakei    | Gabriela Kajanová     | 8 | 1 | 1–0 | 99.86  |
| Niederlande | Lisenka Bomas         | 8 | 1 | 0–1 | 44.21  |
| Ukraine     | Diana Moskalenko      | 6 | 3 | 1–0 | 64.89  |
| Wales       | Laura Beever          | 6 | 3 | 0–1 | 120.08 |
| Spanien     | Paula Olivan Salvador | 5 | 4 | 1–0 | 80.62  |
| Portugal    | Fiona Grace Simpson   | 5 | 4 | 0–1 | 82.83  |
| Belgien     | Veerle Geerinckx      | 3 | 6 | 1–0 | 106.67 |
| Frankreich  | Élodie Fuchs          | 3 | 6 | 0–1 | 109.98 |
| Rumänien    | Iulia Trăilă          | 1 | 8 | –   | 145.42 |
| Kroatien    | Iva Penava            | 0 | 9 | –   | 139.94 |

| Rang | Nation      | Belgien | Kroatien | Frankreich | Niederlande | Portugal | Rumänien | Slowakei | Spanien | Ukraine | Wales | Bilanz |
| ---- | ----------- | ------- | -------- | ---------- | ----------- | -------- | -------- | -------- | ------- | ------- | ----- | ------ |
| 7    | Belgien     | —       | 8–7      | 5–3        | 4–14        | 5–9      | 6–3      | 2–8      | 5–8     | 2–9     | 1–6   | 3–6    |
| 10   | Kroatien    | 7–8     | —        | 4–6        | 4–6         | 4–6      | 5–7      | 5–8      | 6–7     | 3–10    | 2–9   | 0–9    |
| 8    | Frankreich  | 3–5     | 6–4      | —          | 3–11        | 2–8      | 6–4      | 2–5      | 6–3     | 3–6     | 6–7   | 3–6    |
| 2    | Niederlande | 14–4    | 6–4      | 11–3       | —           | 7–5      | 11–2     | 4–6      | 9–4     | 9–3     | 6–3   | 8–1    |
| 6    | Portugal    | 9–5     | 6–4      | 8–2        | 5–7         | —        | 9–3      | 1–12     | 5–9     | 4–3     | 4–5   | 5–4    |
| 9    | Rumänien    | 3–6     | 7–5      | 4–6        | 2–11        | 3–9      | —        | 3–7      | 3–10    | 4–7     | 3–11  | 1–8    |
| 1    | Slowakei    | 8–2     | 8–5      | 5–2        | 6–4         | 12–1     | 7–3      | —        | 4–11    | 7–6     | 8–7   | 8–1    |
| 5    | Spanien     | 8–5     | 7–6      | 3–6        | 4–9         | 9–5      | 10–3     | 11–4     | —       | 3–4     | 5–6   | 5–4    |
| 3    | Ukraine     | 9–2     | 10–3     | 6–3        | 3–9         | 3–4      | 7–4      | 6–7      | 4–3     | —       | 10–3  | 6–3    |
| 4    | Wales       | 6–1     | 9–2      | 7–6        | 3–6         | 5–4      | 11–3     | 7–8      | 6–5     | 3–10    | —     | 6–3    |

#### Finalrunde
|  | Halbfinale | Halbfinale  | Halbfinale |                  |  | Finale | Finale      | Finale |
|  |            |             |            |                  |  |        |             |        |
|  |            |             |            |                  |  |        |             |        |
|  | 1          | Slowakei    | 1          |                  |  |        |             |        |
|  | 4          | Wales       | 11         |                  |  | 4      | Wales       | 3      |
|  |            |             |            |                  |  | 2      | Niederlande | 10     |
|  |            |             |            |                  |  |        |             |        |
|  |            |             |            | Spiel um Platz 3 |  |        |             |        |
|  | 2          | Niederlande | 8          |                  |  |        |             |        |
|  | 3          | Ukraine     | 7          |                  |  | 1      | Slowakei    | 8      |
|  |            |             |            |                  |  | 3      | Ukraine     | 9      |
|  |            |             |            |                  |  |        |             |        |

##### Halbfinale
Samstag, 4. Mai, 9:00 Uhr (UTC+0)
| Team                 |    | 1 | 2 | 3 | 4 | 5 | 6 | 7 | 8 | 9 | 10 | Gesamt |
| -------------------- | -- | - | - | - | - | - | - | - | - | - | -- | ------ |
| Niederlande (Bomas)  | 🔨 | 0 | 0 | 2 | 0 | 4 | 0 | 1 | 1 | X | X  | 8      |
| Ukraine (Moskalenko) |    | 1 | 2 | 0 | 1 | 0 | 3 | 0 | 0 | X | X  | 7      |

| Team                |    | 1 | 2 | 3 | 4 | 5 | 6 | 7 | 8 | 9 | 10 | Gesamt |
| ------------------- | -- | - | - | - | - | - | - | - | - | - | -- | ------ |
| Slowakei (Kajanová) | 🔨 | 0 | 0 | 0 | 1 | 0 | 0 | X | X | X | X  | 1      |
| Wales (Beever)      |    | 3 | 4 | 1 | 0 | 2 | 1 | X | X | X | X  | 11     |

##### Spiel um Platz 3
Samstag, 4. Mai, 14:30 Uhr (UTC+0)
| Team                 |    | 1 | 2 | 3 | 4 | 5 | 6 | 7 | 8 | 9 | 10 | Gesamt |
| -------------------- | -- | - | - | - | - | - | - | - | - | - | -- | ------ |
| Slowakei (Kajanová)  | 🔨 | 0 | 0 | 0 | 3 | 0 | 2 | 0 | 3 | 0 | X  | 8      |
| Ukraine (Moskalenko) |    | 2 | 1 | 0 | 0 | 3 | 0 | 2 | 0 | 1 | X  | 9      |

##### Finale
Samstag, 23. November, 14:30 Uhr (UTC+1)
| Team                |    | 1 | 2 | 3 | 4 | 5 | 6 | 7 | 8 | 9 | 10 | Gesamt |
| ------------------- | -- | - | - | - | - | - | - | - | - | - | -- | ------ |
| Wales (Beever)      |    | 0 | 0 | 1 | 0 | 2 | 0 | X | X | X | X  | 3      |
| Niederlande (Bomas) | 🔨 | 3 | 5 | 0 | 1 | 0 | 1 | X | X | X | X  | 10     |

#### Abschlussplatzierungen
| Legende | Legende                                             |
| ------- | --------------------------------------------------- |
|         | Aufstieg in die Division B Europameisterschaft 2025 |

| Rang | Nation      |
| ---- | ----------- |
| 1    | Niederlande |
| 2    | Wales       |
| 3    | Ukraine     |
| 4    | Slowakei    |
| 5    | Spanien     |
| 6    | Portugal    |
| 7    | Belgien     |
| 8    | Frankreich  |
| 9    | Rumänien    |
| 10   | Kroatien    |